# Svatojánské proudy

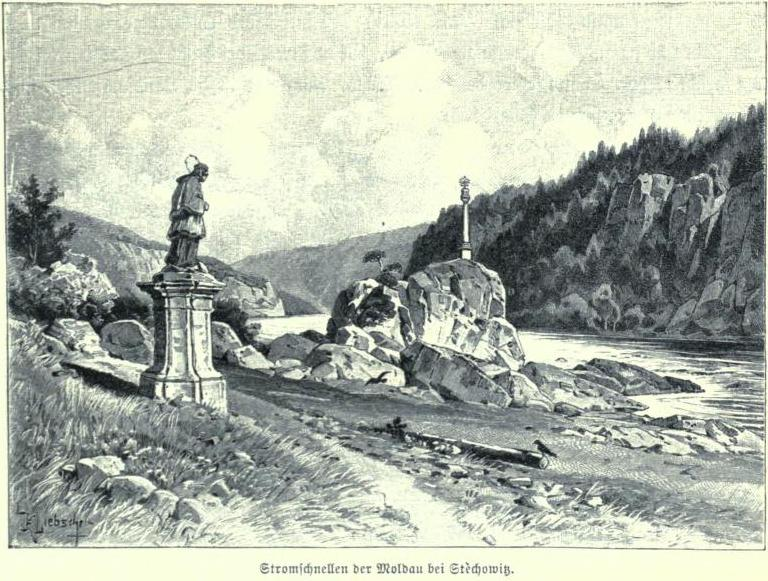
Svatojánské proudy se sochou sv. Jana a Ferdinandovým sloupem (Karel Liebscher, 1896)

Jako Svatojánské proudy byly označovány peřeje v úseku Vltavy mezi Štěchovicemi a Slapy, kde řeka protékala hlubokým skalnatým údolím. Název pochází od barokní sochy Jana Nepomuckého, ochránce před vodním nebezpečím. Od roku 1943 je území zatopené štěchovickou vodní nádrží.

## Historie

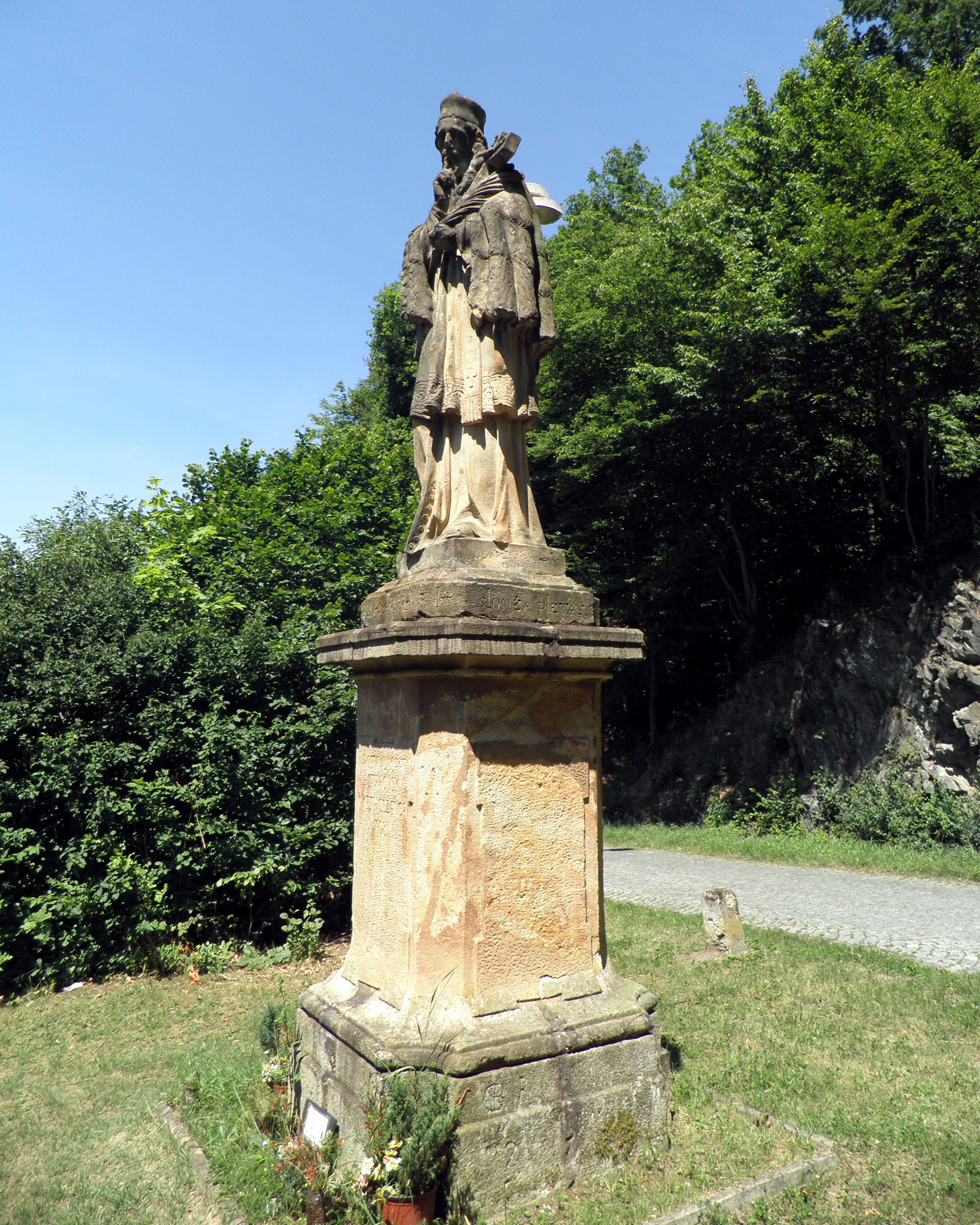
Socha Jana Nepomuckého, která dala místu jméno (dnes v Třebenicích)

### Voroplavba a splavňování
Vltavské či Štěchovické proudy byly obávanou překážkou pro voraře, plavbu komplikovala četná skaliska. V letech 1640–1643 byly provedeny úpravy pro splavnění tohoto úseku pod záštitou a nákladem císaře Ferdinanda III., během kterých byla odstřelena část skaliska Sedlo (nacházejícího se na začátku úseku, dnes pod hladinou poblíž hráze Slapů) a na jeho zbytku byl vztyčen Ferdinandův sloup, pískovcový toskánský sloup nesoucí stylizované skalisko s kovovou císařskou orlicí a na soklu s dedikačním nápisem císaři od premonstrátského opata Kryšpína Fuka. Poblíž sloupu byla u příležitosti blahořečení Jana Nepomuckého v roce 1722 postavena socha budoucího světce, podle které byla oblast pojmenována.

### Turistická oblast

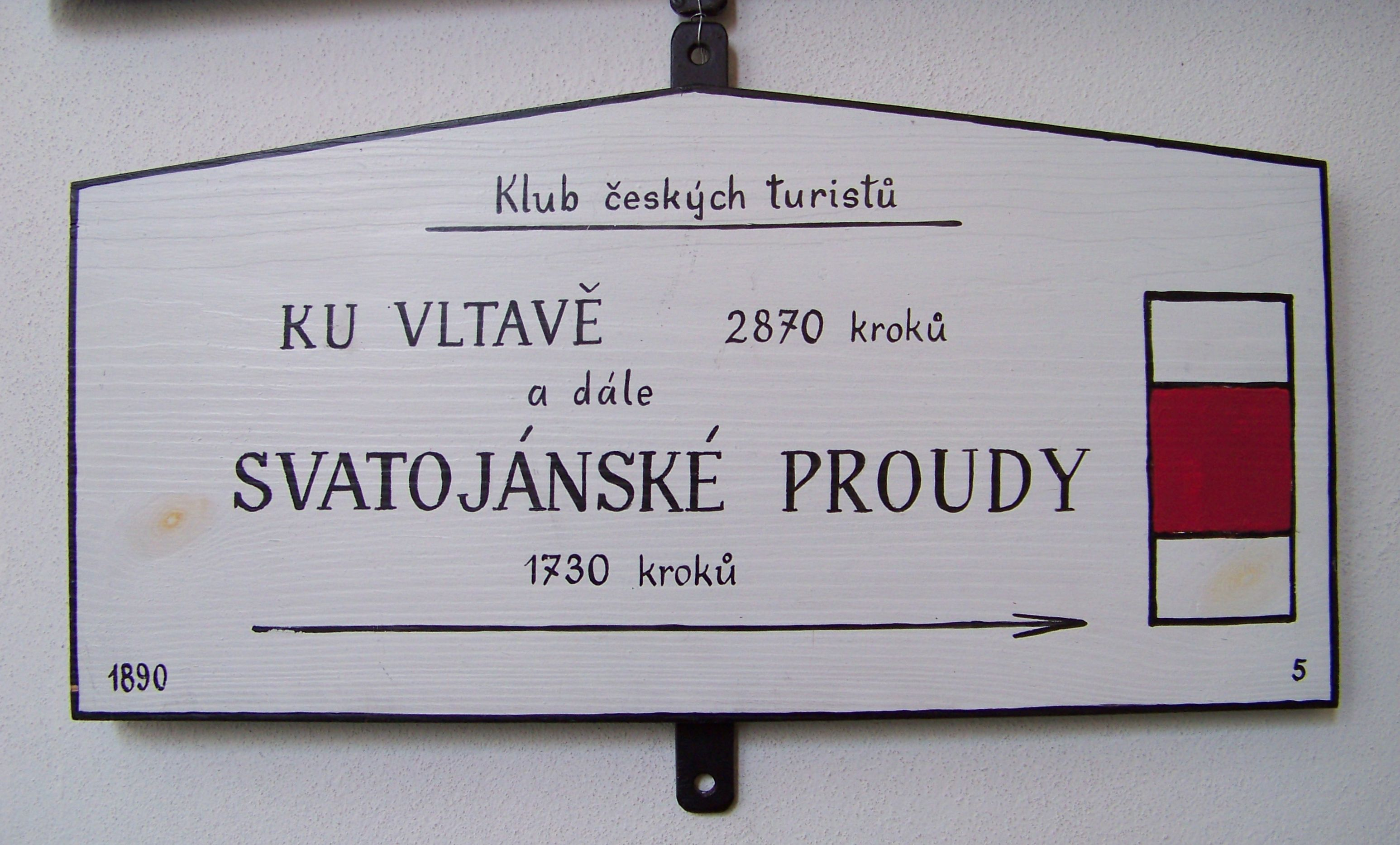
Směrovka z nejstarší značené trasy KČT

11. května 1889 vyznačil čerstvě založený Klub českých turistů ze Štěchovic ke Svatojánským proudům svou první českou turistickou značenou trasu. Ve 20. století se oblast stala vyhledávanou turistickou lokalitou, vznikaly zde trampské osady (např. Ztracená naděje) a zařízení pro cestovní ruch, provozovaly se turistické plavby po řece.

### Zatopení vodními nádržemi
Vodní nádrž Štěchovice byla budována od roku 1938 a po jejím dokončení 1943 byly Svatojánské proudy zatopeny, menší zbylá část byla v roce 1955 zatopena nádrží Slapy, pod jejíž hráz byla přemístěna socha a Ferdinandův sloup.

## Turistická destinace

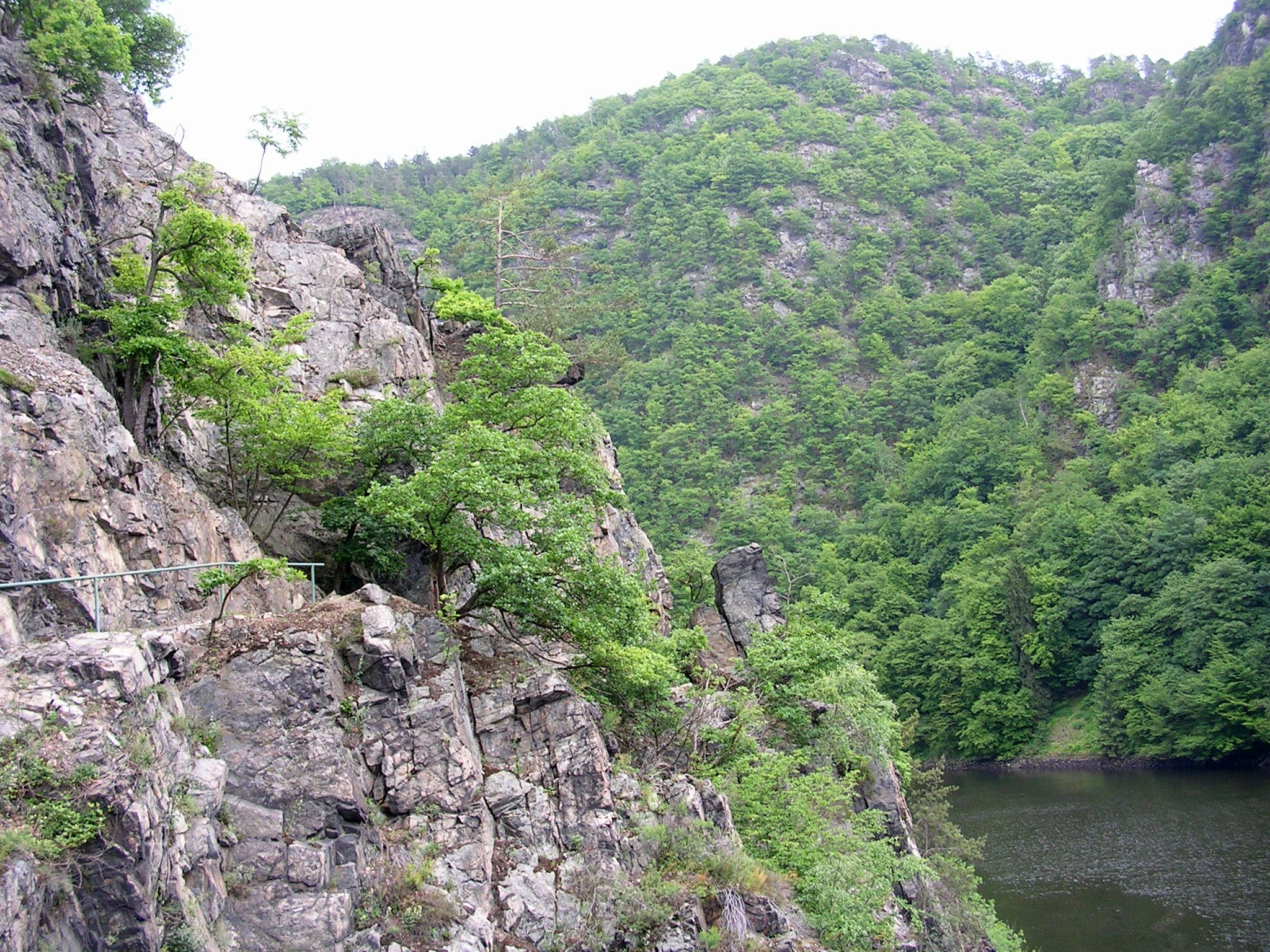
Stezka nad Štěchovickou nádrží

Název někdejších peřejí připomíná naučná stezka Svatojánské proudy na levém břehu, na pravém břehu jsou vyhledávané vyhlídky Máj a Smetanova vyhlídka, odkud je pohled na meandry bývalých svatojánských proudů. Štěchovická přehrada je také nejvyšším splavným úsekem dolní Vltavy, kam z Prahy jezdí lodě Pražské paroplavební společnosti.